# (44216) Olivercabasa
(44216) Olivercabasa est un astéroïde de la ceinture principale.

## Description
(44216) Olivercabasa est un astéroïde de la ceinture principale. Il fut découvert le 4 août 1998 à l'observatoire du Teide par Ester Vigil et Ferrán Casarramona. Il présente une orbite caractérisée par un demi-grand axe de 2,65 UA, une excentricité de 0,19 et une inclinaison de 13,9° par rapport à l'écliptique.

## Compléments